# Estación de Faitanar
Faitanar es una estación de las líneas 3, 5 y 9 de Metrovalencia que se encuentra en el municipio de Cuart de Poblet. 

## Historia
A diferencia del resto de estaciones de metro en Quart (inauguradas en 2007), Faitanar fue inaugurada el año 2008, un año posterior a la apertura de la prolongación del metro hasta el Aeropuerto de Valencia y reinaugurada en el año 2015 con la inauguración de la línea 9 hacia Ribarroja del Turia.
El motivo de su apertura tardía consistió en que, hasta ese momento, el trazado del antiguo ferrocarril Valencia - Llíria pasaba por enfrente de la estación de metro, no pudiendo garantizar a los usuarios un acceso seguro.
La estación consta de dos vías separadas por un andén.